# Госпођица Јулија (филм из 2002)
„Госпођица Јулија” је југословенски и српски видео филм из 2002. године. Режирао га је Мирослав Бенка који је написао и сценарио по делу Аугуста Стриндберга.

## Улоге
| Глумац         | Улога              |
| -------------- | ------------------ |
| Владана Савић  | Госпођица Јулија   |
| Павле Петровић | Жан, слуга         |
| Вања Радошевић | Кристина, куварица |